# Michel Eugène Chevreul

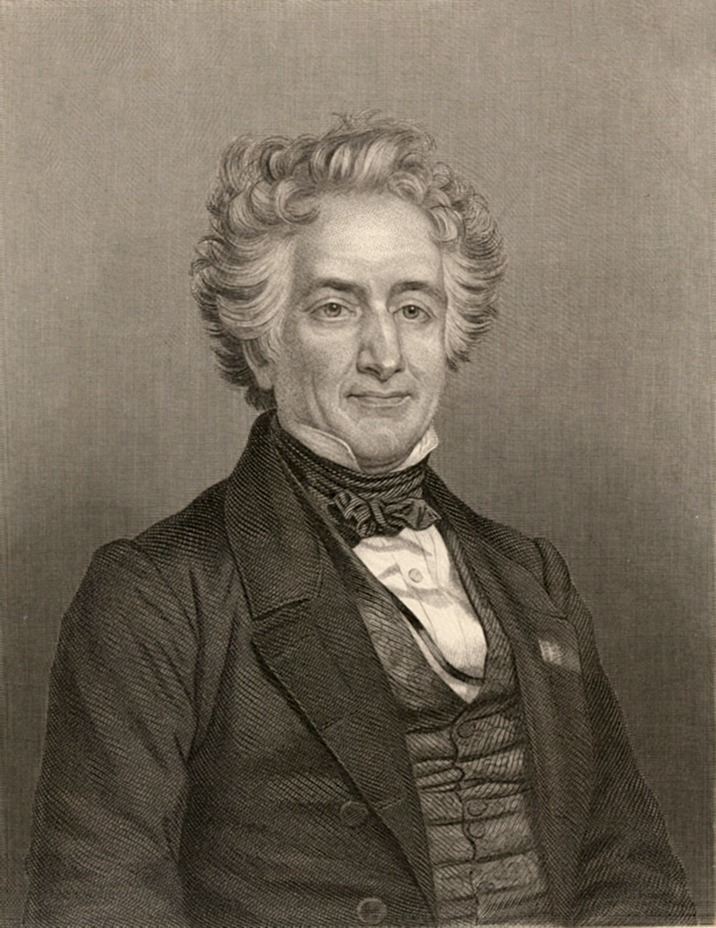
Michel Eugène Chevreul

Michel Eugène Chevreul (ur. 31 sierpnia 1785 w Angers, zm. 9 kwietnia 1889 w Paryżu) – chemik francuski. Od 1830 profesor w Muzeum Historii Naturalnej w Paryżu, od 1826 członek Francuskiej Akademii Nauk.
Badał oleje roślinne i tłuszcze zwierzęce, wyjaśnił ich budowę oraz zasadę procesu zmydlania. Otrzymał kwas stearynowy i oleinowy. Wyodrębnił wiele barwników roślinnych (m.in. morynę), kreatynę z mięsa i cholesterol z kamieni żółciowych. Pod koniec życia zajmował się historią chemii i alchemii.